# Vág
Vág là một thị trấn thuộc hạt Győr-Moson-Sopron, Hungary. Thị trấn này có diện tích 14,03 km², dân số năm 2010 là 493 người, mật độ 35 người/km².